# Réhahn
Réhahn (geboren op 4 mei 1979 in Bayeux, Normandië, Frankrijk) is een Franse kunstenaar, auteur en verzamelaar, gevestigd in Hội An, Vietnam. Zijn werk combineert fotografie, cultureel erfgoed en esthetische reflectie, met bijzondere aandacht voor geheugen, overdracht en verdwijnende tradities, met name in Vietnam, Cuba, Maleisië en India.

## Carrière
In 2007 reisde Réhahn voor het eerst naar Vietnam in het kader van een humanitaire missie met de Franse vereniging Les Enfants du Vietnam. Tijdens deze reis begon hij het land en zijn culturele diversiteit te documenteren en nam hij meer dan 50.000 foto's.
Na verschillende bezoeken besloot hij zich in 2011 permanent te vestigen in Hội An, een stad in Centraal-Vietnam die op de werelderfgoedlijst van UNESCO staat. Daar maakte hij het portret Hidden Smile van Madame Xong, de kapitein van een kleine toeristenboot. Deze foto werd in meer dan honderd internationale artikelen gepubliceerd. In 2014 koos hij het beeld als omslag voor zijn eerste boek, Vietnam, Mosaic of Contrasts.
Op 15 juni 2016 verscheen Réhahn in het televisieprogramma Échappées Belles op de Franse zender France 5, in een aflevering gewijd aan Vietnam.
In de daaropvolgende jaren publiceerde hij meerdere vervolgdelen: Vietnam, Mosaic of Contrasts Volume II (2015) en Volume III (2020). Daarnaast bracht hij de boeken The Collection, 10 Years of Photography (2018) en 100 Iconic Portraits (2019) uit, waarin hij portretten uit Vietnam, Cuba, Maleisië, Zuid-Amerika en het Indisch subcontinent documenteert.

## Belangrijke werken
- Best Friends[4]: Gemaakt in 2014, toont deze foto Kim Luan, een zesjarig Mnong-meisje tegenover een olifant. Het Britse persbureau Caters verspreidde het beeld in meer dan 25 landen. De foto verscheen op de covers van diverse tijdschriften, waaronder Condé Nast Traveler, The Times en National Geographic.

- Hidden Smile[5]: Het portret van mevrouw Xong werd geselecteerd voor de permanente collectie van het Vietnamese Vrouwenmuseum in Hanoi. In 2015 werden de foto's Best Friends en Hidden Smile ook opgenomen in de collectie van het Casa de Asia Museum in Havana, Cuba, na de tentoonstelling Valiosa Herencia (Precious Heritage).[6]

- An Phuoc[7]: Deze foto werd gepubliceerd in tal van media in Vietnam en daarbuiten, waaronder National Geographic, BBC, Business Insider, Independent UK, en sierde de covers van tijdschriften zoals Globe-Trotters en Geo in Frankrijk.

## Prijzen en erkenning

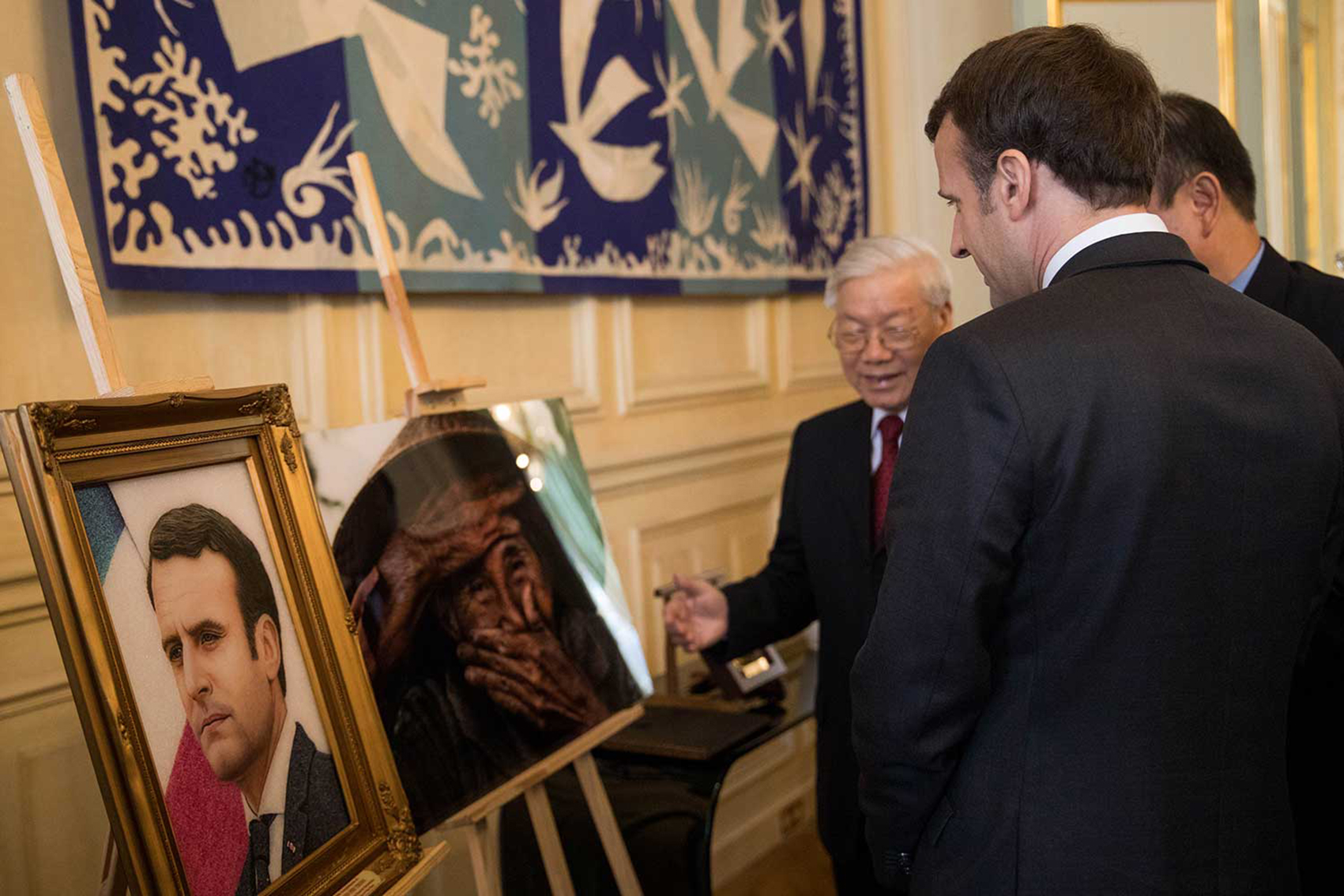
President Emmanuel Macron ontvangt een gelimiteerde editie van het portret “Hidden Smile” van Réhahn

In december 2014 werd Réhahn door de website boredpanda.com gerangschikt als de vierde meest bekende reisfotograaf ter wereld.
In januari 2016 werd hij door de Franse website lense.fr uitgeroepen tot de op één na populairste Franse fotograaf op het internet.
In maart 2018, tijdens een officiële ceremonie ter gelegenheid van 45 jaar diplomatieke betrekkingen tussen Frankrijk en Vietnam, bood de Vietnamese partijsecretaris Nguyen Phu Trong, later president van Vietnam, de Franse president Emmanuel Macron een gelimiteerde editie aan van het portret Hidden Smile.
Diezelfde maand ontving Réhahn de prijs Trophée des Français de l'Étranger 2018 van de Franse nieuwssite lepetitjournal.com.

## Het Precious Heritage Project
In 2010, tijdens een reis om etnische groepen in het noorden van Vietnam te ontmoeten, ontdekte Réhahn de diversiteit en culturele rijkdom van deze gemeenschappen, maar ook de kwetsbaarheid van hun erfgoed. Traditionele kostuums, dialecten, rituelen en voorouderlijke kennis waren aan het verdwijnen of werden vervangen naarmate het land zich verder ontwikkelde. Réhahn begon traditionele kostuums te verzamelen die hem werden geschonken door dorpshoofden, met als doel hun cultuur zichtbaar te maken en te bewaren.
Op 1 januari 2017 opende hij het Precious Heritage Art Gallery Museum om het begrip en de erkenning van de diverse etnische groepen in Vietnam te bevorderen. Verspreid over 500 m² toont deze culturele ruimte meer dan 200 fotoportretten van leden van elke etnische groep in hun traditionele kleding. Naast de foto's worden meer dan 65 authentieke traditionele kostuums tentoongesteld. Elke groep wordt gepresenteerd met het verhaal van Réhahns ontmoeting, weergegeven in het Engels, Frans en Vietnamees.
In 2020 voltooide Réhahn zijn primaire missie: het opsporen, ontmoeten en documenteren van alle 54 officieel erkende etnische groepen in Vietnam.

## Impressionistische fotografie
In 2022 ontwikkelde Réhahn een nieuwe stijl: impressionistische fotografie, die de grenzen tussen fotografie en schilderkunst vervaagt. Geïnspireerd door het Impressionisme en het Postimpressionisme, met hun nadruk op licht, vluchtige momenten en emotionele essentie, begon hij deze techniek te verkennen.
In 2023 organiseerde de stad Honfleur een openluchttentoonstelling ter gelegenheid van het 50-jarig jubileum van de diplomatieke betrekkingen tussen Frankrijk en Vietnam. De tentoonstelling vond plaats in de Jardin des Personnalités, een symbolische locatie binnen de impressionistische geschiedenis, en toonde een veertigtal foto's van Réhahn. De opening vond plaats in aanwezigheid van de Vietnamese ambassadeur in Frankrijk, Z.E. Dinh Toan Thang, en de burgemeester van Honfleur, Michel Lamarre. De tentoonstelling bleef tot 31 december 2023 zichtbaar.
Réhahns fotografisch werk haalt inspiratie uit de esthetiek van het impressionisme, vooral via zijn onderzoek naar licht, beweging en compositie. In een artikel gepubliceerd op Lenscratch vermeldt hij zijn interesse in schilderkunst en verwijst hij naar kunstenaars zoals Claude Monet, Edgar Degas, Paul Cézanne en Vincent van Gogh als invloeden. Hij beschrijft zijn intentie om foto's te maken die "op schilderijen lijken". Zijn benadering bevat volgens hem ook compositietechnieken die verbonden zijn met het japonisme.
In 2024 publiceerde Réhahn het boek Impressionism, From Photography to Painting, waarin hij de fundamenten van het impressionisme onderzoekt en deze verbindt met zijn fotografische benadering. Na een poëtisch voorwoord behandelt het boek de grote thema’s van het impressionisme, discussies over plein-air schilderkunst en overwegingen over het portret. Door historische schilderijen te combineren met impressionistische fotografie creëert het werk een dialoog tussen verleden en heden, en toont hoe Réhahn inspiratie haalt uit impressionistische meesters terwijl hij textuur en licht heruitvindt in de hedendaagse fotografie.
In mei 2025 wijdde de Royal Photographic Society een artikel aan deze benadering in het tijdschrift RPS Journal, getiteld *What would Van Gogh have made of Vietnam?*. Het artikel beschrijft hoe Réhahn, geïnspireerd door Van Goghs brieven tijdens de pandemie, experimenteerde met fotografische technieken om een impressionistisch effect te bereiken zonder digitale bewerking. Er wordt met name gewezen op zijn gebruik van waterreflecties en rook van verbrande gewassen om visuele effecten te creëren die lijken op penseelstreken uit het impressionisme.

## Publicaties
Réhahn heeft verschillende tweetalige fotoboeken gepubliceerd, vaak met de focus op Vietnam en het concept van vergankelijkheid.
- Réhahn (januari 2014). Vietnam, Mosaic of Contrasts Volume I (in het Frans en Engels), ISBN 978-604-936-436-5
- Réhahn (november 2015). Vietnam, Mosaic of Contrasts Volume II (in het Frans en Engels), ISBN 978-604-86-9307-7
- Réhahn (december 2018). The Collection, 10 Years of Photography (in het Frans en Engels)
- Réhahn (november 2019). 100 Iconic Portraits (in het Frans en Engels), ISBN 978-604-951-621-4
- Réhahn (februari 2020). Vietnam, Mosaic of Contrasts Volume III (in het Frans en Engels), ISBN 978-604-86-4292-1
- Réhahn (oktober 2024). Impressionism, From Photography to Painting (in het Frans en Engels)

## Manuscriptencollectie

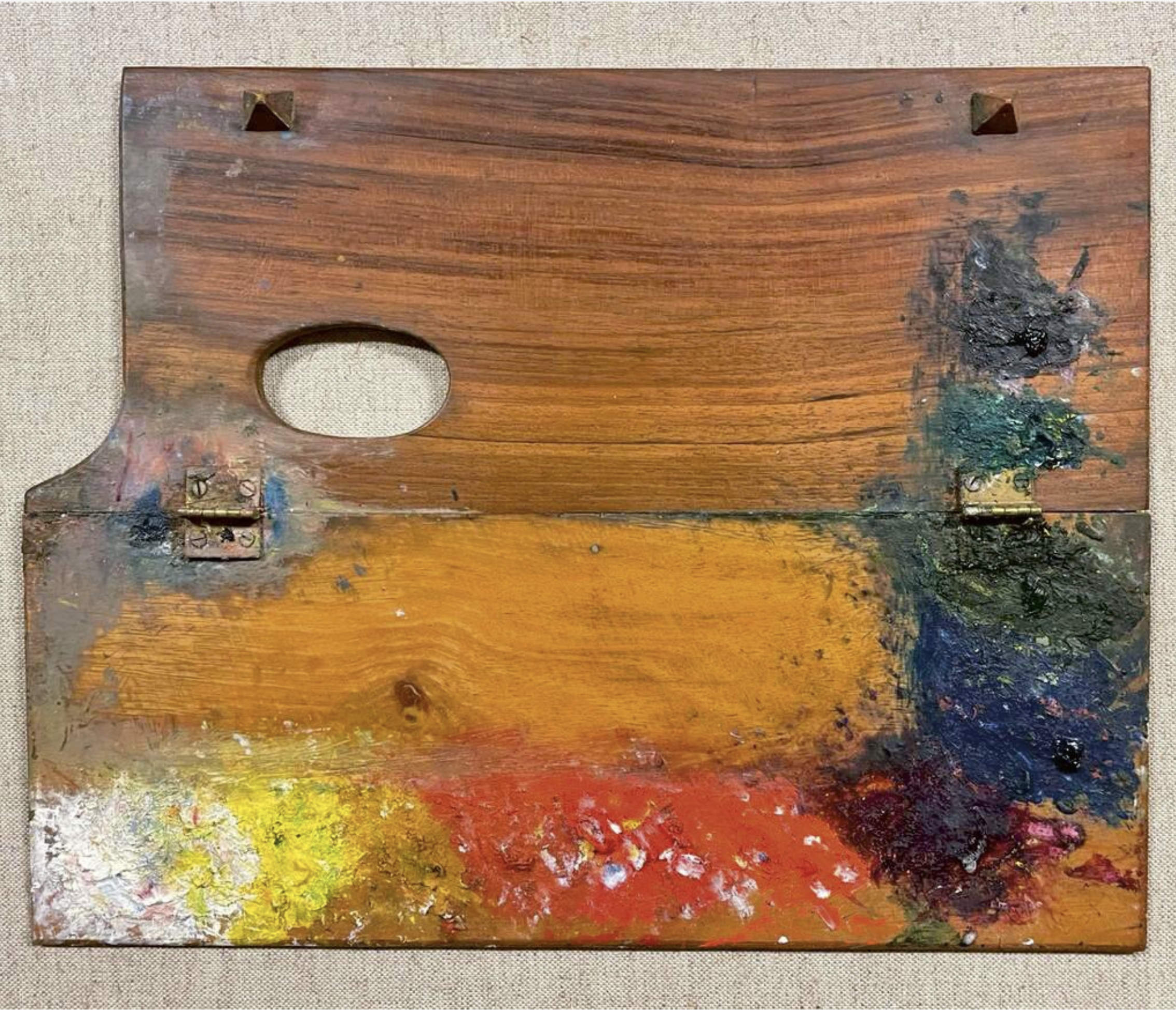
Palet van Caillebotte – Privécollectie van Réhahn

Réhahn is ook verzamelaar van manuscripten en zeldzame edities gewijd aan Alfred de Musset. Hij begon deze verzameling op 17-jarige leeftijd met de aankoop van een eerste editie van de romantische dichter. Volgens het Centre d’Études et de Recherche Éditer/Interpréter (CÉRÉdI) van de Universiteit van Rouen omvat zijn collectie tegenwoordig meer dan honderd handgeschreven manuscripten, zeldzame uitgaven, ongepubliceerde brieven en documenten met betrekking tot Mussets leven en werk, waarmee het de grootste particuliere collectie gewijd aan deze auteur is.
Hij werkt samen met professor Sylvain Ledda, een Musset-specialist, aan de publicatie van het boek Musset, la collection Réhahn, dat zal verschijnen bij uitgeverij Hermann. Hij neemt ook deel aan de wetenschappelijke activiteiten van het CÉRÉdI, in het kader van het project “Site Musset” en initiatieven voor het behoud van het Normandische literaire erfgoed.
Volgens Beaux Arts Magazine bevat zijn verzameling ook opmerkelijke stukken zoals het schilderpalet van Gustave Caillebotte, tentoongesteld in New York in de jaren 1980, en het handgeschreven verslag van het duel tussen Édouard Manet en de criticus Edmond Duranty, opgesteld door Émile Zola als getuige.

## Het Giving Back-project en humanitaire inzet
Het project Giving Back is een manier voor de kunstenaar om zijn maatschappelijke verantwoordelijkheid te tonen door iets terug te geven aan degenen die hem hebben geïnspireerd. Deze filosofie van verantwoorde fotografie zorgt ervoor dat zowel het onderwerp als de kunstenaar er baat bij hebben. Het initiatief beoogt een deel van de inkomsten uit de verkoop van zijn werken te herinvesteren in sociale en educatieve projecten, met name voor etnische minderheden die hij heeft gefotografeerd. Het ondersteunt ook individuele behoeften (medisch, educatief of voedselgerelateerd) en verbetert de levensomstandigheden op lange termijn in verschillende gemeenschappen in Vietnam.
Het begon allemaal met Madame Xong. Nadat haar portret werd gepubliceerd op de cover van zijn eerste boek Vietnam, Mosaic of Contrasts, Volume I, schonk Réhahn haar een nieuwe boot zodat zij toeristen kon blijven rondvaren in Hội An.
In september 2018 publiceerde de BBC een artikel vergezeld van het portret An Phuoc, getiteld The Photos that Change Lives. Het artikel beschreef het Giving Back-project samen met soortgelijke initiatieven van fotografen zoals Ami Vitale en Kenro Izu.
Het project werd ook geprezen door Christina Noble, oprichtster van de Christina Noble Children’s Foundation. In een openbare brief noemde zij Réhahn “een zeldzame parel” en prees zijn artistieke en humanitaire toewijding. Ze schreef:
“Jouw Giving Back-project heeft me diep geraakt: je keert terug naar de dorpen en gemeenschappen die je hebt gefotografeerd om hen de steun te bieden die ze nodig hebben om hun levenskwaliteit te verbeteren. Dat toont je toewijding aan de mensheid.”
Ze benadrukte ook zijn bijdrage aan de CNCF-stichting, waarmee honderden kansarme kinderen in Vietnam worden geholpen.
In 2007 ontdekte Réhahn Vietnam voor het eerst tijdens een humanitaire missie met de Franse organisatie Les Enfants du Vietnam. Daar ontmoette hij Ti, een jong meisje uit Hội An, dat hij samen met haar zus Ni op afstand besloot te sponsoren. Deze ontmoetingen markeerden het begin van een langdurige inzet voor lokale gemeenschappen.
Zijn concrete bijdragen omvatten de oprichting van onderwijsinfrastructuren in verschillende Vietnamese provincies:
- Nghĩa Lộ (Yên Bái): huisvesting voor 24 Hmong-studenten.
- Sa Loong (Kon Tum): opvangcentrum voor 20 Sédang-, Muong- en Dë Trieng-leerlingen.
- K'Nai (Lâm Đồng): kleuterschool en eetzaal voor 150 Chu Ru- en K’Ho-kinderen.
- Đăk Tô (Kon Tum): opvanghuis voor 40 Sédang- en Rơ Măm-meisjes.
- Thanh An (Gia Lai): toekomstig centrum voor 70 Jarai- en Bahnar-kinderen.

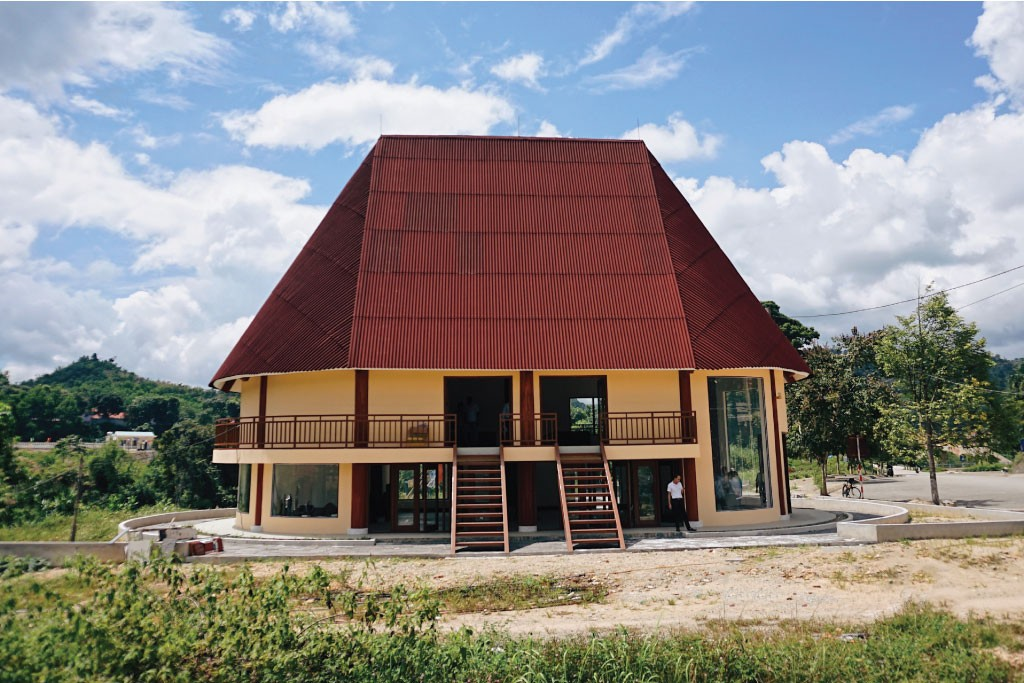
Het Co Tu Museum

In 2017 opende Réhahn het Precious Heritage Art Gallery Museum in Hội An. Het museum is gratis toegankelijk en volledig particulier gefinancierd. Het is gewijd aan het behoud van de cultuur van de 54 officieel erkende etnische groepen van Vietnam, met behulp van portretten, traditionele kostuums en getuigenissen verzameld tijdens veldonderzoek.
In 2019 opende hij ook het Co Tu Museum in het afgelegen district Tây Giang. Het is het eerste museum in Vietnam dat volledig gewijd is aan één enkele etnische groep. Gebouwd in de traditionele guol-architectuur (het gemeenschapsgebouw van de Co Tu), dient het als cultureel centrum en als plaats om het materiële en immateriële erfgoed door te geven. Het museum is toegankelijk voor iedereen en wordt beheerd door de Co Tu-gemeenschap.